# Glyceria pedicellata
Glyceria pedicellata är en gräsart som beskrevs av F.Towns. Glyceria pedicellata ingår i släktet glycerior, och familjen gräs. Inga underarter finns listade i Catalogue of Life.